# Freie Arbeiter Stimme
Freie Arbeiter Stimme (qu'on peut traduire par « La Voix du travailleur libre ») était une publication anarchiste américaine en yiddish. Le journal fut fondé par Moishe Katz en 1890 à New York sur le modèle du Arbeter Fraynd (en) publié par Rudolf Rocker à Londres. Saul Yanovsky (en) en assuma la direction de 1899 à 1919. Pour un temps, le journal fut ensuite dirigé par Mark Mratchny, un anarchiste ukrainien exilé qui avait dirigé dans son pays natal le journal Nabat. Le journal, qui avait été diffusé jusqu'à 15 000 exemplaires, dut cesser sa publication en 1977 en raison du déclin de la population yiddishophone et du lectorat anarchiste aux États-Unis.
En 1980, l'histoire du journal a fait l'objet d'un documentaire de Steve Fischler et Joel Sucher intitulé The Free Voice of Labor: The Jewish Anarchists avec comme consultant l'historien de l'anarchisme Paul Avrich.

## Notices
- L'Éphéméride anarchiste : notice.